# Kendrick Nunn
Kendrick Melvin Nunn (Chicago, 3 de agosto de 1995) é um jogador norte-americano de basquete profissional que atualmente joga no Panathinaikos que disputa a GBL (Grécia) e a EuroLiga.
Ele jogou basquete universitário pela Universidade de Illinois em Urbana-Champaign e pela Universidade de Oakland. Depois de não ser selecionado no Draft da NBA de 2018, ele jogou pelo Santa Cruz Warriors da G-League. Ele foi nomeado para a Primeira-Equipe de Novatos da NBA em 2020.

## Carreira no ensino médio

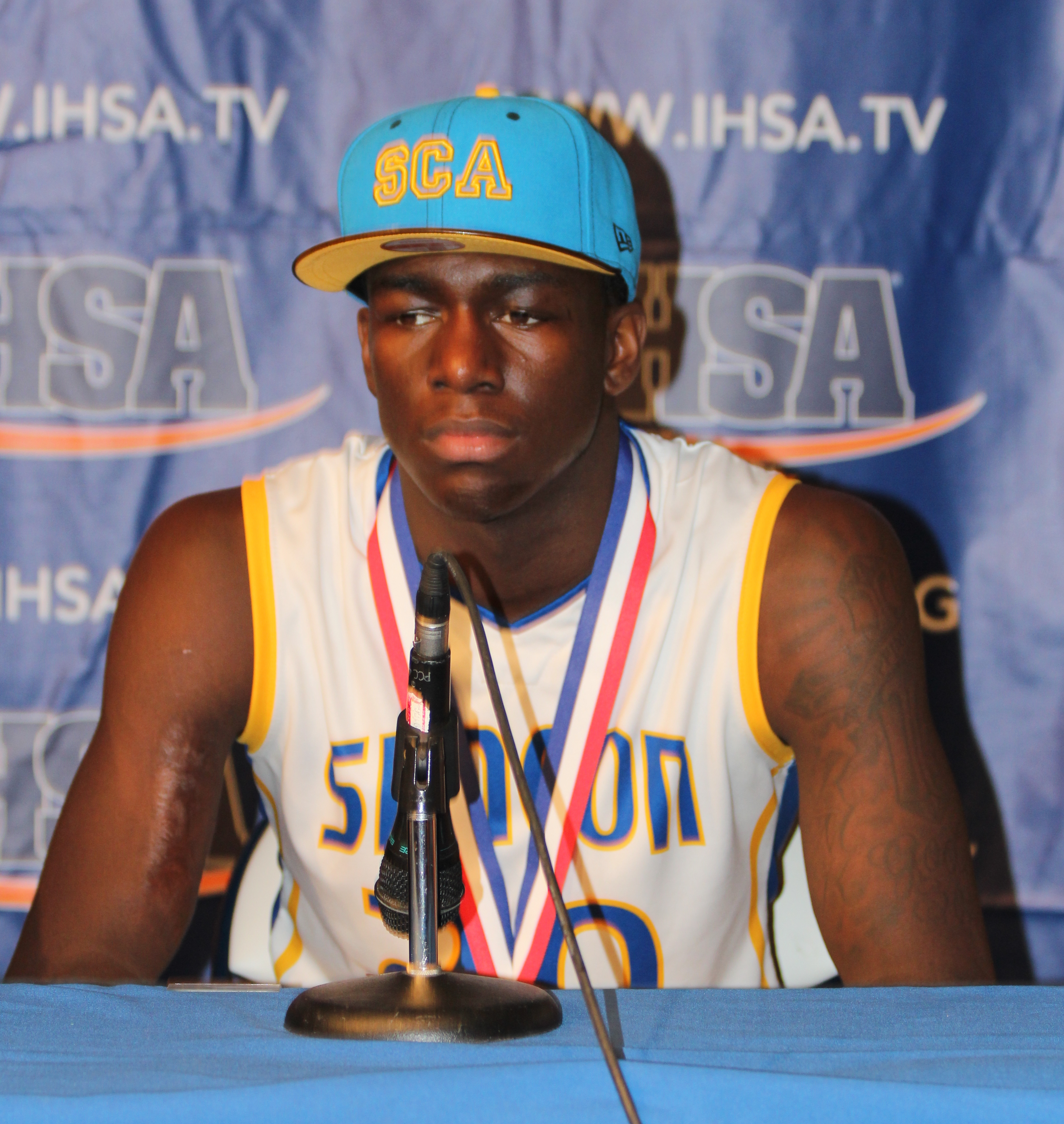
Nunn após ganhar um título em 2013

Nunn frequentou a Simeon Career Academy em Chicago. Como calouro, ele recebeu sua primeira oferta de bolsa de estudos para basquete de Rick Majerus, então o técnico da Universidade de Saint Louis. Nunn listou as universidades que estava considerando: Illinois, Marquette, Memphis, Ohio State, Oklahoma State, Texas A&M e UCLA.
Durante sua última temporada, Simeon teve a sua camisa, 20, aposentada. Nunn se juntou a Jabari Parker, Derrick Rose, Bobby Simmons e Ben Wilson como os únicos jogadores de basquete da escola a ter seus números de camisa aposentados. Nunn ajudou a conduzir Simeon a quatro títulos estaduais da Illinois High School Association (IHSA).
Nunn se comprometeu verbalmente com Texas A&M antes de seu primeiro ano em agosto de 2011, mas cerca de dois meses depois, ele anunciou sua intenção de reabrir seu processo de recrutamento. Seu pai, Melvin, explicou que Kendrick sentiu que havia se comprometido prematuramente e desejava explorar todas as suas opções.
Em 15 de setembro de 2012, após sua visita oficial a Universidade de Illinois, Nunn se comprometeu a jogar lá sob o comando do técnico John Groce.
| Nome | Cidade Natal                            | High school       | Altura             | Peso           | Data                   |
| --- | --------------------------------------- | ----------------- | ------------------ | -------------- | ---------------------- |
| Kendrick Nunn SG | Chicago                                 | Simeon (Illinois) | 6 ft 3 in (1.91 m) | 180 lb (82 kg) | 15 de Setembro de 2012 |
| Kendrick Nunn SG | Recrutamento: Scout: Rivals: 247Sports: |                   |                    |                |                        |
| - Nota: Em muitos casos, Scout, Rivals, 247Sports e ESPN podem entrar em conflito em suas listas de altura e peso. Nesses casos, a média foi calculada. As notas da ESPN estão em uma escala de 100 pontos. - Fonte: |                                         |                   |                    |                |                        |

## Carreira universitária
Como um calouro na Universidade de Illinois, Nunn jogou em todos os 35 jogos de sua temporada e foi titular nos últimos 12 anos. Ele estreou como titular em 9 de fevereiro de 2014, contra Penn State, terminando a partida com 19 pontos e ajudando o time a quebrar uma sequência de oito derrotas consecutivas.
Em 19 de fevereiro, Nunn marcou 19 pontos e levou a equipe a uma vitória por 62-49 contra Minnesota. Por esta performance, ele foi nomeado o Novato da Semana da Big Ten.
Na sequência de vitórias sobre Nebraska e Michigan State, em que Nunn teve média de 10,5 pontos, 4,5 rebotes e 3,5 assistências, ele ganhou mais uma vez o Prêmio de Novato da Semana da Big Ten em 3 de março. No final da temporada, Nunn fez parte da Primeira-Equipe da Big Ten selecionado pelos treinadores.
Em 24 de maio de 2016, Nunn foi dispensado de Illinois, depois de se declarar culpado de uma acusação de agressão. Cerca de um mês depois, ele se transferiu para a Universidade de Oakland, onde teve a oportunidade de revitalizar sua carreira. Conforme exigido pelas regras de transferência da NCAA, ele ficou de fora em seu primeiro ano. Na temporada de 2017-18, ele ganhou o Prêmio de Jogador da Semana da Horizon League em 13 de novembro, 18 de dezembro e 22 de janeiro.
Em seu último ano, Nunn liderou a Divisão I da NCAA em arremessos de três pontos e terminou em segundo em pontuação, perdendo para Trae Young com 25,9 pontos. Em 28 de fevereiro de 2018, Nunn foi eleito o Jogador do Ano da Horizon League e também foi selecionado para a Primeira-Equipe da NCAA.

## Carreira profissional

### Santa Cruz Warriors (2018–2019)

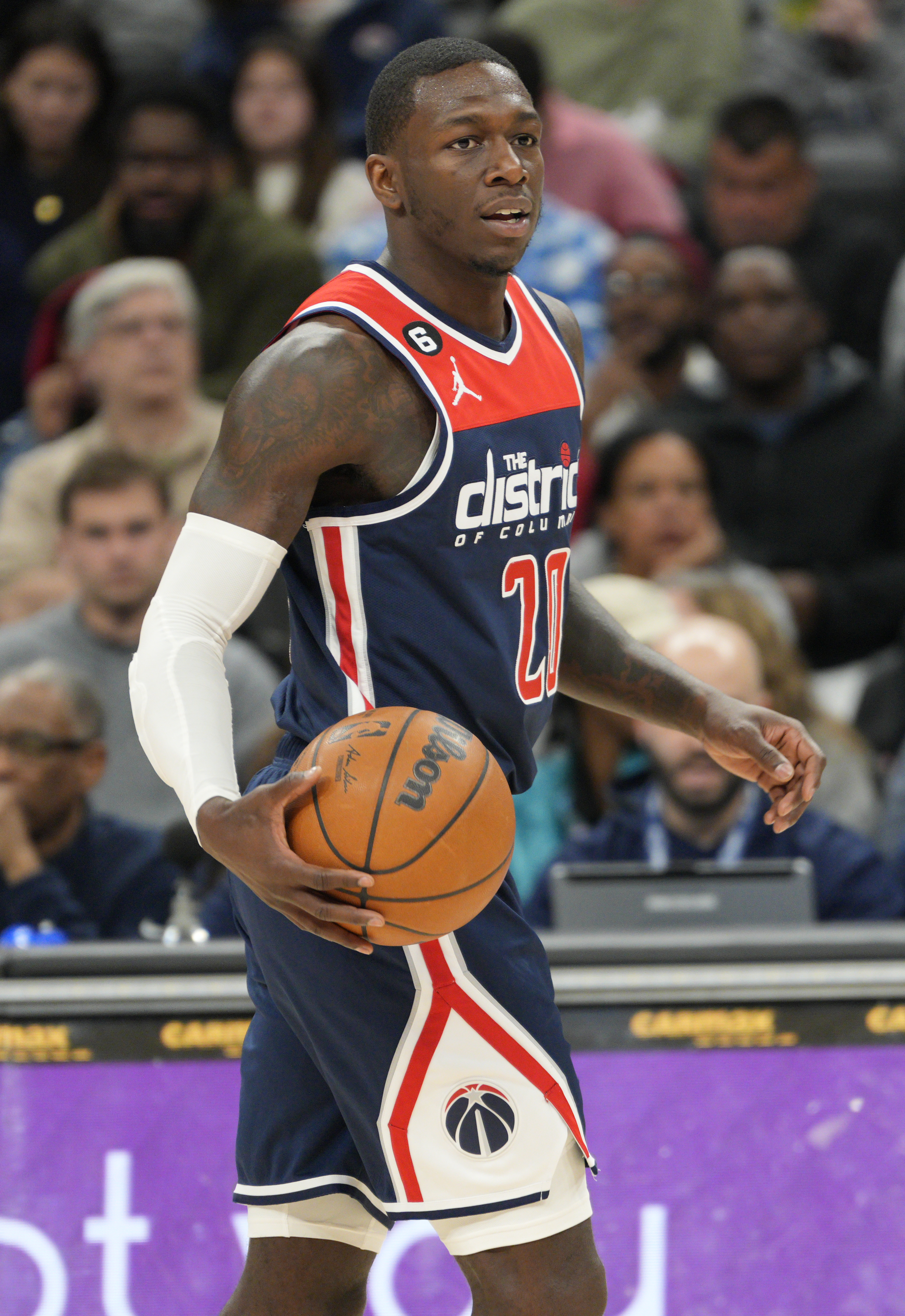
Nunn atuando pelo Washington Wizards

Depois de não ter sido selecionado no Draft da NBA de 2018, Nunn assinou um contrato parcialmente garantido com o Golden State Warriors. Esse contrato garantiu a ele pelo menos uma vaga na Summer League e um convite para os treinos de outono. Os Warriors o dispensaram em 12 de outubro. Ele então foi adicionado ao elenco de seu afiliado da G League, o Santa Cruz Warriors. 
Em sua estreia profissional pela equipe em 4 de novembro, Nunn registrou 15 pontos na vitória por 118-108 contra o Northern Arizona Suns. Em 10 de novembro, ele marcou 32 pontos contra o Iowa Energy. Apesar de ser titular em apenas um dos 49 jogos, ele teve médias de 19,3 pontos, 3,8 rebotes, 2,8 assistências e 1,4 roubos de bola em 29 minutos.

### Miami Heat (2019–2021)
Em 10 de abril de 2019, o Miami Heat anunciou que havia contratado Nunn.
Em 18 de outubro, Nunn deixou uma boa impressão durante o jogo final da pré-temporada contra o Houston Rockets ao marcar 40 pontos, a maior pontuação de um jogador do Heat em um jogo da pré-temporada nos últimos 20 anos. Sua estreia na NBA veio em 23 de outubro contra o Memphis Grizzlies, quando ele registrou 24 pontos, 2 rebotes, 3 assistências e 2 roubos de bola durante a vitória por 120-101. Após sua primeira semana na liga, sua média de 22,3 pontos valeu-lhe a indicação de Jogador da Semana da NBA.
Em seus primeiros cinco jogos da NBA, Nunn marcou 112 pontos e quebrou o recorde de mais pontos nos primeiros 5 jogos por um jogador não selecionado no draft; Connie Hawkins havia estabelecido o recorde anterior com 105 pontos em 1969. A contagem de 112 pontos também foi a maior registrada por um novato em seus primeiros cinco jogos desde que Kevin Durant marcou 113 em 2007. Em 3 de dezembro, Nunn foi nomeado o Novato do Mês da Conferência Leste após ter médias de 16,4 pontos, 3,2 assistências e 1,3 roubos de bola. 
Em 10 de dezembro, ele registrou 36 pontos, o recorde de sua carreira, para ajudar o Heat a garantir uma vitória por 135-121 na prorrogação contra o Atlanta Hawks. Depois de marcar 504 pontos em seu 31º jogo da carreira, ele se tornou o novato a chegar mais rápido a 500 pontos na história da franquia. Em 2 de janeiro, Nunn se tornou o primeiro jogador não selecionado no draft na história da NBA a ganhar vários prêmios de Novato do Mês e se juntou a Caron Butler (4) como o único jogador do Heat com vários prêmios. Ele ganhou o prêmio de Estreante do Mês pela terceira vez por sua atuação em janeiro. Ele foi nomeado para o Rising Stars Game no All-Star Game da NBA de 2020. Em 15 de setembro de 2020, Nunn foi nomeado para a Primeira Equipe de Novatos da NBA e terminou em segundo lugar na votação de Novato do Ano.
Em 30 de setembro de 2020, Nunn marcou 18 pontos durante o jogo 1 das Finais da NBA contra o Los Angeles Lakers, que é o maior número de pontos marcados por um novato reserva em um jogo das Finais desde os 21 pontos de Elden Campbell em 1991. O Heat acabou perdendo a série em 6 jogos.
Em 15 de maio de 2021, Nunn marcou 31 pontos, o recorde da temporada, na derrota por 108-122 para o Milwaukee Bucks. O Heat perdeu em 4 jogos para o Bucks durante a primeira rodada dos playoffs da NBA de 2021. Em 3 de agosto, o Heat rescindiu a oferta de qualificação de Nunn, tornando-o um agente livre irrestrito.

### Los Angeles Lakers (2021–2023)
Em 6 de agosto de 2021, Nunn assinou um contrato de dois anos e US $ 10 milhões com o Los Angeles Lakers.
Em 21 de outubro, ele foi diagnosticado com uma contusão óssea no joelho direito e esperava-se que perdesse várias semanas. Em 6 de dezembro, o técnico Frank Vogel disse que Nunn provavelmente não retornaria em dezembro. Ele acabou perdendo toda a temporada por causa de uma lesão no joelho.
Em 18 de outubro de 2022, Nunn fez sua estreia no Lakers e marcou 13 pontos na derrota por 109-123 para o Golden State Warriors. Em 6 de janeiro de 2023, ele marcou 23 pontos, o recorde da temporada, na vitória por 130-114 sobre o Atlanta Hawks.

### Washington Wizards (2023–presente)
Em 23 de janeiro de 2023, Nunn foi negociado, junto com três futuras escolhas da segunda rodada do draft, para o Washington Wizards em troca de Rui Hachimura. Dois dias depois, Nunn fez sua estreia nos Wizards e registrou 12 pontos, quatro rebotes, quatro assistências e duas roubadas de bola na vitória por 108–103 sobre o Houston Rockets.

## Carreira na seleção nacional
Em março de 2011, Nunn estava entre os 24 jogadores do ensino médio convidados para o Centro de Treinamento Olímpico dos Estados Unidos em Colorado Springs, Colorado, para fazer um teste para a Copa América Sub-16. Nunn foi um dos quatro talentos de Chicago a superar a seletiva de 27 jogadores e ingressar na seleção de 12 jogadores. Ele ganhou a medalha de ouro em Cancún, México. A equipe, treinada por Don Showalter da Mid-Prairie High, marcou mais de 100 pontos em cada partida vitoriosa.
Nunn, junto com o companheiro de equipe Jabari Parker de Simeon e o rival Jahlil Okafor de Whitney Young, foram selecionados para jogar na Copa do Mundo Sub-17 de 2012, realizado em Kaunas, Lituânia, de 29 de junho a 8 de julho de 2012. Nunn mais uma vez ajudou a equipe dos EUA a conquistar a medalha de ouro.

## Estatísticas da carreira

### NBA

#### Temporada regular
| Ano      | Equipe      | PJ  | PT  | MPJ  | AP   | 3P   | LL   | RT  | AS  | BR | TO | PPJ  |
| -------- | ----------- | --- | --- | ---- | ---- | ---- | ---- | --- | --- | -- | -- | ---- |
| 2019–20  | Miami       | 67  | 67  | 29.3 | .439 | .350 | .850 | 2.7 | 3.3 | .8 | .2 | 15.3 |
| 2020–21  | Miami       | 56  | 44  | 29.5 | .485 | .381 | .933 | 3.2 | 2.6 | .9 | .3 | 14.6 |
| 2022–23  | L.A. Lakers | 39  | 2   | 13.5 | .406 | .325 | .810 | 1.4 | .9  | .3 | .1 | 6.7  |
| Carreira | Carreira    | 162 | 113 | 24.0 | .443 | .352 | .864 | 2.4 | 2.2 | .6 | .1 | 12.2 |

#### Playoffs
| Ano      | Equipe   | PJ | PT | MPJ  | AP   | 3P   | LL    | RT  | AS  | BR | TO | PPJ  |
| -------- | -------- | -- | -- | ---- | ---- | ---- | ----- | --- | --- | -- | -- | ---- |
| 2020     | Miami    | 15 | 0  | 15.9 | .391 | .279 | 1.000 | 2.1 | 1.3 | .2 | .2 | 6.1  |
| 2021     | Miami    | 4  | 2  | 23.3 | .395 | .278 | 1.000 | 1.5 | 1.5 | .5 | .0 | 10.3 |
| Carreira | Carreira | 19 | 2  | 19.6 | .393 | .278 | 1.000 | 1.8 | 1.4 | .3 | .1 | 8.2  |

### Universitário
| Ano      | Equipe   | PJ        | PT        | MPJ       | AP        | 3P        | LL        | RT        | AS        | BR        | TO        | PPJ       |
| -------- | -------- | --------- | --------- | --------- | --------- | --------- | --------- | --------- | --------- | --------- | --------- | --------- |
| 2013–14  | Illinois | 35        | 12        | 19.5      | .456      | .388      | .808      | 1.7       | 1.1       | .6        | .1        | 6.2       |
| 2014–15  | Illinois | 33        | 24        | 30.2      | .401      | .360      | .817      | 3.5       | 1.9       | 1.2       | .2        | 11.1      |
| 2015–16  | Illinois | 28        | 25        | 35.1      | .428      | .391      | .794      | 5.0       | 1.7       | 1.5       | .2        | 15.5      |
| 2016–17  | Oakland  | Não jogou | Não jogou | Não jogou | Não jogou | Não jogou | Não jogou | Não jogou | Não jogou | Não jogou | Não jogou | Não jogou |
| 2017–18  | Oakland  | 30        | 26        | 37.9      | .435      | .394      | .838      | 4.7       | 3.8       | 1.5       | .4        | 25.9      |
| Carreira | Carreira | 126       | 87        | 30.6      | .430      | .383      | .814      | 3.7       | 2.1       | 1.2       | .2        | 14.6      |

Fonte: 